# Acuerdo Provisional del Sinaí
El Acuerdo Provisional del Sinaí, también conocido como Acuerdo del Sinaí II, fue un acuerdo diplomático firmado por Egipto e Israel el 4 de septiembre de 1975. La ceremonia de firma tuvo lugar en Ginebra.
El acuerdo establece que los conflictos entre los países «no se resolverán por la fuerza militar sino por medios pacíficos». También pidió «un nuevo retiro en el Sinaí y una nueva zona de amortiguación de la ONU». Así, el acuerdo reforzó el compromiso de Israel y Egipto de cumplir con la Resolución 338 del Consejo de Seguridad de las Naciones Unidas y fortaleció las relaciones diplomáticas entre Egipto, Israel y Estados Unidos.
El propósito de este acuerdo, a los ojos de los egipcios, era recuperar la península del Sinaí (que había sido ocupada por Israel desde 1967) como fuera posible a través de la diplomacia. Aunque el acuerdo fortaleció la relación de Egipto con el mundo occidental, disminuyó sus relaciones con otros miembros de la Liga Árabe (especialmente Siria y la Organización para la Liberación de Palestina).